# František Müller (politik)
František Müller (8. srpna 1888 Kaznějov nebo Hromnice – ???) byl český a československý politik a meziválečný senátor Národního shromáždění ČSR za Československou sociálně demokratickou stranu dělnickou.

## Biografie
Vyučil se bednářem v plzeňském pivovaru a od mládí byl aktivní v sociální demokracii a odborovém hnutí. K roku 1935 byl profesí tajemníkem Odborového sdružení československého v Plzni.
Po parlamentních volbách v roce 1935 získal senátorské křeslo v Národním shromáždění. Mandát ale nabyl až dodatečně roku 1936 jako náhradník poté, co rezignoval senátor Vojta Beneš. V senátu setrval do jeho zrušení v roce 1939, přičemž krátce předtím ještě v prosinci 1938 přestoupil do nově vzniklé Národní strany práce.
Tři dny po okupaci Československa v březnu 1939 (Podle jiného zdroje byl nacisty zatčen 1. září 1939) byl zatčen a deportován do koncentračního tábora Buchenwald jako politický rukojmí (alternativně uváděno, že byl vězněn do května 1945 kromě Buchenwaldu i v Dachau). Zde pak byl vězněn šest let až do konce války. Domů se vrátil v těžkém zdravotním stavu a strávil několik měsíců v léčebně. Politicky se angažoval i po válce. V roce 1948 byl tajemníkem Krajské odborové rady v Plzni (ještě v dubnu 1948 byl jedním z řečníků na pohřbu Luďka Pika). Po únorovém převratu v roce 1948 mu byl ale zkonfiskován rodinný dům v Plzni a rodina byla nuceně vystěhována do Klatov. Díky svým kontaktům získal pracovní místo v zemědělském družstvu Rozvoj. V roce 1954 se přestěhoval do rodiště své ženy, Proboštova u Teplic. Trpěl postupující rakovinou tlustého střeva. Spáchal sebevraždu oběšením.